# Салонин
Публий Лициний Корнелий Салонин Валериан (лат. Publius Licinius Cornelius Saloninus Valerianus; 242 — 12 апреля 260) — римский император и соправитель Галлиена в 260 году.

## Биография
Салонин родился около 242 года. Он был младшим сыном императора Галлиена и Корнелии Салонины из Вифинии.
В 258 году, после смерти старшего сына Галлиена Валериана, титул цезаря перешёл к юному Салонину. Два года спустя, в 260 году при помощи своего наставника Сильвана и галльского военачальника Постума Салонин получил звание Августа и командующего легионами по всей рейнской границе. Но в отсутствие Галлиена, который подавлял бесчисленные восстания на Востоке и пребывал всё время там, номинальная власть фактически принадлежала Салонину, но политические дела решал по всей видимости Сильван. Это положение дел оказалось роковым для них обоих.
После ссоры Сильвана и Постума последний собрал свои отряды и осадил их в Кёльне. После захвата города Салонин был схвачен и убит вместе с Сильваном. Затем Постум объявил себя императором так называемой Галльской империи.

### Первоисточники
- Аврелий Виктор. О цезарях. 33. 8.
- Евтропий. Бревиарий от основания Города. 9. 9.
- Зосима. Новая история. 1. 38. 2.
- Иоанн Зонара. Хроника. 12. 24. 10-12.

### Вторичные источники
- Салонин (англ.). — в Smith's Dictionary of Greek and Roman Biography and Mythology.